# Back to Mystery City
Albums de Hanoi Rocks
Self Destruction Blue
(1982) All Those Wasted Years
(1984)
Singles
1. Malibu Beach Nightmare
Sortie : mai 1983
2. Until I Get You
Sortie : août 1983

Back to Mystery City est le quatrième album studio du groupe de rock finlandais, Hanoi Rocks. Il est sorti en mai 1983 sur le label Johanna Kustannus et a été produit par Dale Buffin Griffin et Pete Watts.

## L'album
Il atteint la 87e place du hit-parade britannique et permet au groupe de décrocher un contrat avec CBS. Malheureusement, Nicholas Razzle Dingley, le batteur, trouve la mort peu après dans un accident de voiture avec Vince Neil. Le magazine Rock Hard le place à la 293e place de son classement des 500 meilleurs albums rocks et métal de tous les temps.  L'album fait partie des 1001 albums qu'il faut avoir écoutés dans sa vie.

## Liste des titres
Tous les titres sont de Andy McCoy, sauf indication.
Face 1
| No | Titre                            | Durée |
| -- | -------------------------------- | ----- |
| 1. | Strange Boys Play Weird Openings | 0:42  |
| 2. | Malibu Beach Nightmare           | 2:46  |
| 3. | Mental Beat                      | 5:04  |
| 4. | Tooting Bec Wreck                | 6:11  |
| 5. | Until I Get You                  | 4:37  |

Face 2
| No  | Titre                                            | Durée |
| --- | ------------------------------------------------ | ----- |
| 6.  | Sailing Down the Tears                           | 4:09  |
| 7.  | Lick Summer Love                                 | 4:21  |
| 8.  | Beating Gets Faster (Andy McCoy, Michael Monroe) | 3:51  |
| 9.  | Ice Cream Summer                                 | 5:11  |
| 10. | Back to Mystery City                             | 5:02  |

## Musiciens
- Michael Monroe : voix, saxophone, harmonica
- Andy McCoy : guitare lead
- Nasty Suicide : guitare rythmique
- Sam Yaffa : basse
- Nicholas Razzle Dingley : batterie

avec
- Morgan Fisher : claviers
- Miriam Stockley : voix

## Charts
Album
| Pays        | Durée du classement | Meilleur classement |
| ----------- | ------------------- | ------------------- |
| Royaume-Uni | 1 semaine           | 87e                 |

Single
| Année | Single                 | Chart            | Durée du classement | Position |
| ----- | ---------------------- | ---------------- | ------------------- | -------- |
| 1983  | Malibu Beach Nightmare | UK Singles Chart | 3 semaines          | 84e      |